# Nancy Ajram

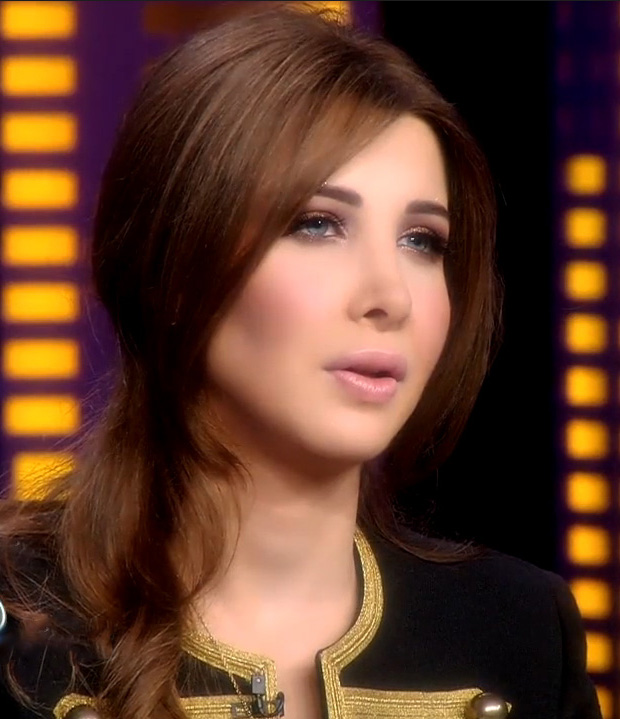
Nancy Ajram

Nancy Ajram ( Achrafieh in de buurt van Beiroet, 16 mei 1983) is een Libanees zangeres. Haar eerste album Mihtagalak verscheen in 1998 op haar vijftiende verjaardag. In 2005 kwam haar nummer 'Ah W Noss' op hitlijsten in verschillende Arabische landen op nummer 1. In 2004 won ze een prijs voor de beste Arabische zangeres.
Ajram's tweede album heet Sheel Oyounak Anni en kwam uit in 2001. In het jaar 2007 bracht ze de liedjes 'Ahsas Jedid' en 'Oul Tani Eyh' uit. Ajram maakte zelf bekend plastische chirurgische ingrepen ondergaan te hebben.

## Discografie
- 1998: Mihtagalak
- 2001: Sheel Oyounak Anni
- 2003: Ya Salam
- 2004: Ah W Noss
- 2006: Ya Tabtab...Wa Dallaa
- 2007: Shakhbat Shakhabit
- 2008: Betfakkar Fi Eih?!
- 2010: Number 7

## Trivia
- Op 20 november 2010 trad ze op in de Brabanthallen 's-Hertogenbosch in 's-Hertogenbosch.[3]

## Weblinks
- (en)   Nancy Ajram in de Internet Movie Database
- Nancy Ajram bij Discogs

- Bibliothèque nationale de France: cb14533640t (data)
- Gemeinsame Normdatei: 135397707
- International Standard Name Identifier: 0000 0000 6310 8570
- Library of Congress Control Number: no2005044919
- MusicBrainz: c5fb9677-b013-4cd7-b89b-bb6e73ad851b
- Nationale bibliotheek van Australië: 40410926
- Nationale Bibliotheek van Israël: 987007390023805171
- Système universitaire de documentation: 078061334
- Trove: 1446474
- Virtual International Authority File: 64242742
- WorldCat: E39PBJhMhwjJqrY7q9tYH9Xjmd